# Рука Оберона
«Рука Оберо́на» — роман американского писателя Роджера Желязны, вышедший в 1976. Четвёртая книга из первой пенталогии цикла романов «Хроники Амбера». Предыдущая книга — «Знак Единорога». Следующая книга — «Владения Хаоса»
Первая публикация глав романа состоялась в журнале Galaxy Science Fiction.
На русском языке издаётся в основном перевод Ирины Тогоевой. Существует вариант перевода от Яна Юа.

## Сюжет
В этой книге раскрывается суть многих событий, описанных в предыдущих книгах. Выясняется, что у Рэндома есть уже взрослый сын Мартин, которого ранил Брэнд. Пролитая кровь Мартина и стала причиной повреждения Лабиринта Амбера и появления Чёрной дороги. Рэндом находит Мартина, Мартин рассказывает некоторые сведения о Даре.
В разговоре с Дворкиным Корвин выясняет способ починки Лабиринта с помощью Камня Правосудия. Но когда Корвин возвращается за ним на Землю, то обнаруживает, что Брэнд добрался до Камня первым.
С помощью карты, взятой у Дворкина, Корвин попадает близко ко Дворам Хаоса и видит, что Чёрная дорога пролегает и там. В этот момент он встречается с неизвестным всадником, который узнаёт меч Корвина — Грейсвандир. Автор не даёт намёка, но в последующих книгах выясняется, что это первое появление в тексте «Хроник» сына Корвина и Дары — Мерлина, главного героя второй пенталогии.
Кроме этого, Корвин ведёт разговоры со многими — Бенедиктом, Фионой, Виалой (женой Рэндома), Джулианом и другими. Эти разговоры помогают ему больше узнать о прошлом, разобраться в амберской политике, мотивах поступков своих родственников и в своих мотивах. Корвин узнаёт подоплёку событий, произошедших с ним в прошлом: как он потерял память, как случилась та автомобильная авария на берегу озера, кто в него тогда стрелял, и многое другое. Корвин понимает, что ради сохранения Амбера он готов рискнуть и даже пожертвовать собой, и, для уничтожения Чёрной Дороги, он решает отобрать Камень Правосудия у Брэнда и самостоятельно починить Лабиринт Амбера. Корвин пускается в погоню за Брэндом по Первозданному Лабиринту, но тот перемещается, не закончив пути. Дальнейшие события развиваются по плану Ганелона: Корвин отправляется в Тир-на-Ногт и видит схватку Бенедикта с Брэндом. Камень Правосудия остаётся у Бенедикта, а в итоге выясняется, что под личиной Ганелона всё это время скрывался Оберон.

## Библиографическая информация
- OCLC 2072478
- Классификация Библиотеки Конгресса (LCC) PZ4.Z456 Han PS3576.E43
- Десятичная классификация Дьюи 813/.5/4